# Segundo García

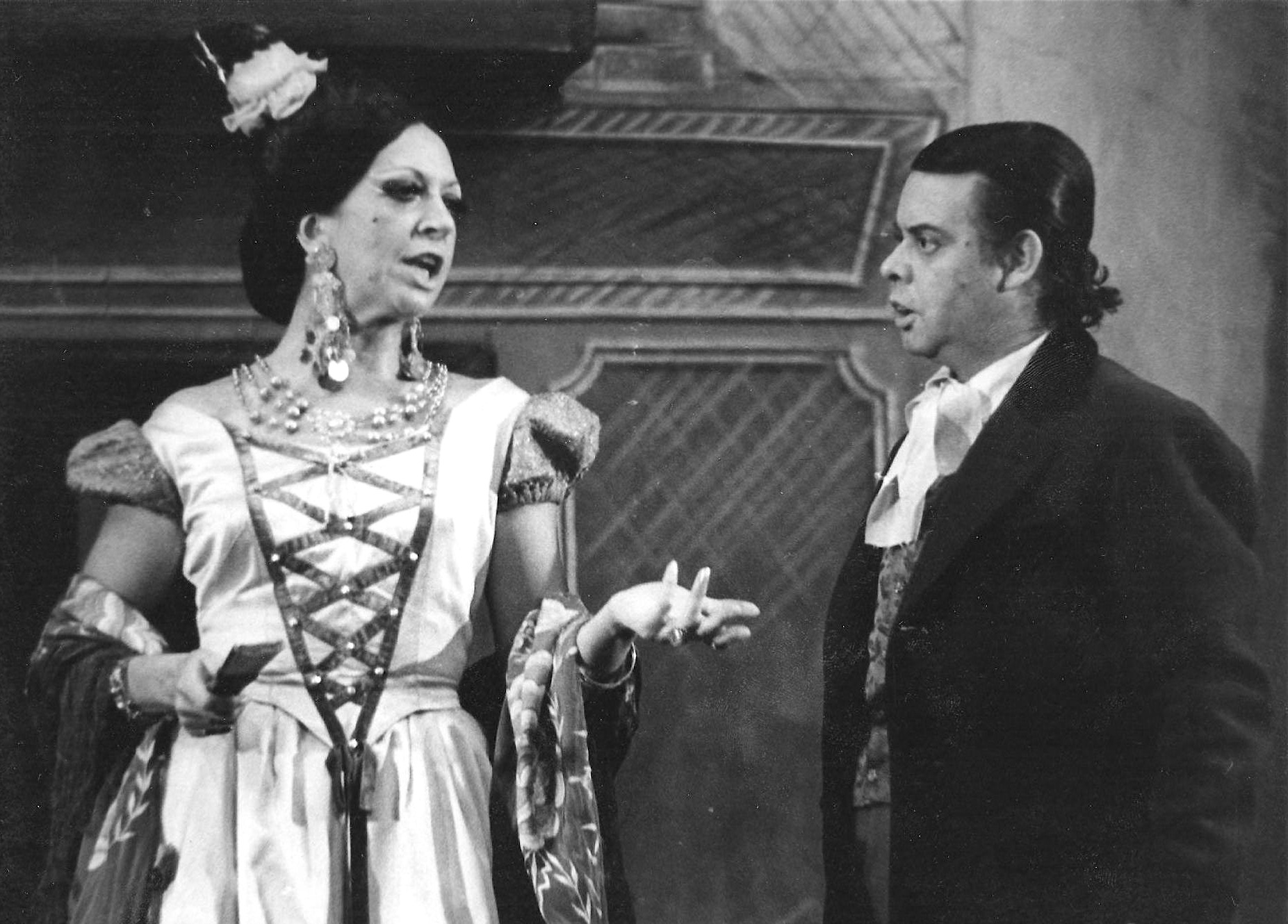
Marisol Lacalle como Beltrana y Segundo García como Cardona en la zarzuela Doña Francisquita.

Segundo García (Villarramiel, Palencia, 12 de diciembre de 1933 — Madrid, 15 de abril de 2006) fue un tenor y actor cómico español de zarzuela, figura imprescindible en el género en la segunda mitad del siglo XX.

## Biografía

### Comienzos
Natural de la localidad palentina de Villarramiel, fue hijo de un pequeño industrial del sector de curtidos y a los siete años se va a León. Comenzó cantando en el coro del SEU (Sindicato Español Universitario) donde mostró condiciones vocales al interpretar varias partes de solista. Fuera del coro gustaba de interpretar canciones leonesas, como en la emisora de radio local “La Voz de León”. En esta ciudad tuvo su primera influencia musical en el maestro Martínez Freito. Más tarde, con su traslado a Madrid, sería el maestro Luis Arnedillo quien más le influiría y con el que montaría su voz.
En la capital de España, el maestro concertador José Perera le proporciona el ingreso en el coro de la Compañía Lírica Amadeo Vives, de José Tamayo, en 1966. En la temporada 1963-64 ingresa en el Coro Cantores de Madrid y en el de Radio Nacional de España. En esas formaciones empieza a tomar contacto con el mundo de la escena al tiempo que su voz se va perfeccionando, lo que le permite hacer pequeños papeles como el “Lañador” de Doña Francisquita. Compaginó papeles con el tenor vasco Gerardo Monreal en la Compañía Lírica Amadeo Vives, substituyendo a éste cuando se retiró. Uno de sus grandes papeles y del que personalmente se sentía muy orgulloso fue el “Perico” de La Dolorosa.
De 1964 data una fastuosa puesta en escena de La viuda alegre, para los Festivales de España, en una nueva versión adaptada por Alfonso Paso y dirigida por José Tamayo. Segundo García forma reparto junto con Ana María Olaria, Marisol Lacalle, Selica Pérez Carpio, Pedro Lavirgen, Francisco Saura, José Pello y Gerardo Monreal. En 1965 incorpora a su repertorio, como papeles más señalados, los de “Pascual” en Gigantes y cabezudos, y su celebrado “Boni” de Katiuska. Al substituir en 1966 a José Manzaneda como “Gustavo” en Los gavilanes, obtiene un sonoro éxito, lo que le llevaría a continuar cantando el papel más adelante. También lució en el “Tomillo” de La bruja.

### Barcelona
En 1967 entra a trabajar como administrativo de la Seguridad Social en Barcelona. En la capital catalana trabaja con la Compañía de Manuel Gas, en el Teatro Español, y con la de José María Damunt. Mención especial merecen sus actuaciones en el Gran Teatro del Liceo, donde forma cartel en la cuerda de tenores con Jaume Aragall, Pedro Lavirgen, Mario del Mónaco, Giuseppe di Stefano y una joven promesa por aquel entonces: José Carreras; un elenco de voces con el que era difícil competir. Actor de gran talento, desarrolló entonces la vertiente dramática, proponiéndose ser el mejor tenor cómico de su tiempo. Sus papeles operísticos fueron, entre otros, el “Celemín” en La Dolores, y el “Remendao” en Carmen, obras que cantó con Inés Rivadeneyra, Mari Carmen Ramírez, Ana María Olaria, Pedro Lavirgen, Manuel Ausensi y Esteban Astarloa.

### Madrid
En 1973, Segundo García es llamado por José Tamayo para hacer el “Rodrigo” de El huésped del sevillano con Ángeles Chamorro, Josefina Meneses, Ana María Amengual, Francisco Ortiz, Evelio Esteve, Fernando Carmona, José Peromingo y Manuel Pereiro en el Teatro de La Zarzuela. Tras el éxito con este papel, Tamayo usó su influencia para que Segundo fuese trasladado a la Seguridad Social en Madrid con el objeto de tenerlo más accesible en sus producciones.
En 1974 es llamado, también, por Antonio Amengual para formar parte de su recién creada “Compañía Lírica Española”. Su hermana Ana María Amengual pasa a la cabecera de cartel como tiple cómica, haciendo pareja escénica con Segundo García, con quien ya había coincidido en la compañía de Tamayo. Tuvieron juntos una gran compenetración profesional y chispa artística, formando uno de los tándem más apreciados del momento. Precisamente, en la "Compañía Lírica Española", Segundo comparte cartel con la tiple Paloma Mairant, quien sería más tarde su mujer.
El personaje más importante de la carrera de Segundo García fue el “Cardona” de Doña Francisquita. Se le llegó a comparar con Antonio Palacios, genial creador del papel en la noche de su estreno, ya que hacía uno de los “Cardona” más completos, musical y teatralmente. Se despidió de este entrañable personaje en junio de 1985, en el Teatro Colón de La Coruña. Otras destacadas interpretaciones suyas fueron “Chomin” en El caserío y “Víctor” en Bohemios. 
La última obra que hizo con José Tamayo fue Pan y toros, en la nueva versión de José María Pemán y Pablo Sorozábal, para la temporada 1987-88 en el Teatro Nuevo Apolo. El elenco elegido para representar la obra fue escogido para responder a cualquier exigencia lírica: Paloma Pérez Iñigo, María Dolores Travesedo, Mari Carmen Ramírez, Jesús Castejón, Mario Valdivielso, Julio Catania y José Luis Cancela. 
Cuando Segundo comienza a hacerse mayor para los papeles de tenor cómico, empieza un lento pero progresivo paso hacia los primeros actores. Como actor de carácter hay dos papeles que han sido fundamentales en su carrera: “Amadeo Pich” en Katiuska y “Chinchorro” en La tabernera del puerto. Otros de los personajes a los que dio vida propia fueron “Don Hilarión” en La verbena de la Paloma, el “Tío Sabino” en La del Soto del Parral, y el “Espasa” en La del manojo de rosas. Tras retirarse en septiembre de 1996 en el Gran Teatro de Córdoba como “Clariván” en Los gavilanes, y después ocho largos años de lucha contra una enfermedad degenerativa, fallecía en Madrid el 15 de abril de 2006.

## Características profesionales
Segundo García fue un tenor/actor cómico atípico para su tiempo; no era amigo del chascarrillo fácil o la morcilla que no venía a cuento. Estudiaba el personaje con detenimiento y sabía desenvolverse en los márgenes de lo escrito por sus autores. Como primer actor cómico llegó a ser imprescindible en la zarzuela, dándole a los papeles un realce insospechado. Fue un intérprete con facilidad, ingenio y mucha profesionalidad hasta su retirada.

## Discografía
- Hispavox (1963-1966): Doña Francisquita, La Revoltosa, Agua, azucarillos y aguardiente, Molinos de viento, Las de Caín, La eterna canción, La Dolorosa, Bohemios.
- Columbia (1969-1970): La del manojo de rosas, La del Soto del Parral.
- RCA (1989): La zapaterita.

## Hemeroteca
- Diario de Barcelona, 17 de julio de 1966.
- El Correo de Zamora, 8 de septiembre de 1966.
- Diario de León, 23 de abril de 1968.
- El Noticiero Universal (Barcelona), 14 de noviembre de 1969.
- El Norte de Castilla (Valladolid), 9 de junio de 1973.
- El Ideal Gallego (La Coruña), 3 de agosto de 1973.
- El Alcázar (Madrid), 10 de diciembre de 1973.
- El Ideal Gallego (La Coruña), 2 de agosto de 1974.
- El Ideal Gallego (La Coruña), 10 de agosto de 1977.
- Ya (Madrid), 6 de septiembre de 1977.
- La Voz de Galicia (La Coruña), 11 de agosto de 1977.
- El Diario Vasco (San Sebastián), 18 de febrero de 1978.
- El Ideal Gallego (La Coruña), 20 de junio de 1978.
- Nuevo diario de Córdoba, 3 de octubre de 1988.
- Nuevo diario de Córdoba, 25 de septiembre de 1989.
- Nuevo diario de Córdoba, 25 de septiembre de 1990.
- Diario de Córdoba, 29 de septiembre de 1996.